# Eppegem
Eppegem este un sat din Zemst, în provincia Brabantul Flamand, Belgia. El se aflî pe malul râului Senne.